# Mitsuo Horigome
Mitsuo Horigome (* 6. April 1974 in Yamanouchi) ist ein ehemaliger japanischer Skilangläufer.

## Werdegang
Horigome lief im Dezember 1992 in Ramsau am Dachstein erstmals im Weltcup und belegte dabei den 51. Platz über 10 km Freistil. Bei den Juniorenweltmeisterschaften 1993 in Harrachov wurde er Sechster über 10 km klassisch und Fünfter über 30 km Freistil. Im folgenden Jahr gewann er bei den Juniorenweltmeisterschaften in Breitenwang Bronze über 10 km klassisch und jeweils Gold über 30 km Freistil und mit der Staffel. Bei den Olympischen Winterspielen 1994 in Lillehammer belegte er den 31. Platz über 10 km klassisch und holte mit dem 27. Rang in der Verfolgung und dem 19. Platz über 30 km Freistil seine ersten Weltcuppunkte. In der Saison 1996/97 kam er dreimal in die Punkteränge und errang damit den 49. Platz im Gesamtweltcup. Beim Saisonhöhepunkt, den nordischen Skiweltmeisterschaften 1997 in Trondheim, lief er auf den 74. Platz über 10 km klassisch, auf den 49. Rang über 30 km Freistil und auf den 14. Platz mit der Staffel. Im folgenden Jahr  belegte er bei den Olympischen Winterspielen in Nagano den 36. Platz über 10 km klassisch, den 32. Rang über 50 km Freistil und den 22. Platz in der Verfolgung. Zudem wurde er dort zusammen mit Katsuhito Ebisawa, Hiroyuki Imai und Kazutoshi Nagahama Siebter in der Staffel. In der Saison 1998/99 holte er bei den Winter-Asienspielen 1999 in Gangwon Bronze über 30 km Freistil und Silber mit der Staffel und errang bei den nordischen Skiweltmeisterschaften 1999 in Ramsau am Dachstein den 50. Platz über 10 km klassisch und den 14. Platz mit der Staffel. In der folgenden Saison kam er im Weltcup siebenmal in die Punkteränge. Dabei erreichte er in Ulrichen mit dem siebten Platz über 10 km Freistil seine beste Einzelplatzierung im Weltcup und mit dem 44. Platz im Gesamtweltcup sein bestes Gesamtergebnis. Bei den nordischen Skiweltmeisterschaften 2001 in Lahti lief er auf den 41. Platz im Skiathlon und auf den 12. Rang mit der Staffel und bei den Olympischen Winterspielen 2002 in Salt Lake City auf den 48. Platz im 30-km-Massenstartrennen, auf den 33. Rang im Skiathlon und auf den 12. Platz mit der Staffel. In der Saison 2002/03 holte er bei den Winter-Asienspielen 2003 Gold mit der Staffel und belegte bei den nordischen Skiweltmeisterschaften 2003 im Val di Fiemme den 56. Platz im Skiathlon, den 49. Rang über 15 km klassisch und den 20. Platz über 50 km Freistil. Zudem errang er dort zusammen mit Katsuhito Ebisawa, Hiroyuki Imai und Masaaki Kōzu den neunten Platz in der Staffel. Sein letztes Weltcuprennen absolvierte er im November 2005 in Kuusamo, das er auf dem 74. Platz über 15 km Freistil beendete.
Horigome wurde im Jahr 2000 japanischer Meister über 30 km Freistil. Zudem holte er vier Siege im Continental-Cup.

## Teilnahmen an Weltmeisterschaften und Olympischen Winterspielen

### Olympische Winterspiele
- 1994 Lillehammer: 19. Platz 30 km Freistil, 27. Platz 15 km Verfolgung, 31. Platz 10 km klassisch
- 1998 Nagano: 7. Platz Staffel, 22. Platz 15 km Verfolgung, 32. Platz 50 km Freistil, 36. Platz 10 km klassisch
- 2002 Salt Lake City: 12. Platz Staffel, 33. Platz 20 km Skiathlon, 48. Platz 30 km klassisch Massenstart

### Nordische Skiweltmeisterschaften
- 1997 Trondheim: 14. Platz Staffel, 49. Platz 30 km Freistil, 74. Platz 10 km klassisch
- 1999 Ramsau am Dachstein: 14. Platz Staffel, 50. Platz 10 km klassisch
- 2001 Lahti: 12. Platz Staffel, 41. Platz 20 km Skiathlon
- 2003 Val di Fiemme: 9. Platz Staffel, 20. Platz 50 km Freistil, 49. Platz 15 km klassisch, 56. Platz 20 km Skiathlon

## Siege bei Continental-Cup-Rennen
| Nr. | Datum           | Ort     | Disziplin       | Serie           |
| --- | --------------- | ------- | --------------- | --------------- |
| 1.  | 9. Januar 2000  | Sapporo | 15 km Freistil  | Continental-Cup |
| 2.  | 8. Februar 2002 | Sapporo | 10 km klassisch | Continental-Cup |
| 3.  | 9. Februar 2002 | Sapporo | 15 km Freistil  | Continental-Cup |
| 4.  | 7. Januar 2006  | Sapporo | 15 km Freistil  | Far East Cup    |

## Weltcup-Gesamtplatzierungen
| Saison    | Punkte | Platz |
| --------- | ------ | ----- |
| 1993/94   | 29     | 51.   |
| 1994/95   | 9      | 69.   |
| 1995/96   | 8      | 82.   |
| 1996/97   | 36     | 48.   |
| 1997/98   | 20     | 58.   |
| 1998/99   | 31     | 52.   |
| 1999/2000 | 111    | 44.   |
| 2000/01   | -      | -     |
| 2001/02   | 4      | 133.  |
| 2002/03   | 29     | 76.   |
| 2003/04   | 15     | 118.  |